# Мара Георгиева
Мара Георгиева Нанева е българска скулпторка.

## Биография
Родена е в Чирпан на 11 юли 1905 г. Завършва Художествената академия през 1930 г., специалност скулптура при проф. Марин Василев. Сред основателите е на Дружеството на новите художници. Умира на 11 август 1989 г.

## Творчество
Мара Георгиева твори в областта на портретния жанр и фигуралната композиция. По-известни нейни творби са бюст-паметниците на Пейо Яворов (1933, Чирпан), Хаджи Димитър (1940, София), Добри Христов (1961, Варна); фигуралните портрети на Владимир Димитров-Майстора (1966, Шишковци), Баба Парашкева (1972, Ковачевци); фигуралните композиции – Градинарки (1937), Жътварка (1955), Мир за децата (1961).
Заедно с Васка Емануилова е съавтор на централната група на Паметника на Съветската армия (1954). На 21 април 1970 г. е обявена за „Почетен гражданин на Стара Загора“. Автор е на паметника на Ленин в града.

## Личен живот
Живяла е на семейни начала със своята колежка Васка Емануилова.

## За нея
- Ненко Балкански, Мара Георгиева. Монографичен очерк. София: Български художник, 1963, 32 с.